# Janez Lampič
Janez Lampič est un fondeur slovène, né le 27 septembre 1996 à Ljubljana. Il est spécialiste du sprint.

## Biographie
Son père Janez Lampič est un cycliste qui a participé aux Jeux olympiques d'été de 1984. Sa sœur Anamarija est aussi fondeuse, puis biathlète internationale depuis 2022.
Licencié au TSK Triglav Kranj, il commence sa carrière dans des compétitions officielles de la FIS en 2012 et participe à ses premiers championnats du monde junior en 2015 (13e du sprint notamment).
Finalement, c'est en janvier 2016, qu'il participe à sa première épreuve de Coupe du monde à Planica. Il obtient sa sélection pour les Championnats du monde de Lahti en 2017.
En mars 2017, elle marque ses premiers points en Coupe du monde avec une 11e place (demi-finaliste) au sprint classique de Drammen.
Aux Jeux olympiques de Pyeongchang en 2018, il est 46e du sprint classique et 21e du sprint par équipes libre.

## Palmarès

### Jeux olympiques d'hiver
| Épreuve / Édition   | Sprint                           | Sprint    | 15 km | 15 km                            | Skiathlon 2 × 15 km | 50 km | Relais | Relais    |
| Épreuve / Édition   | libre                            | classique | libre | classique                        | Skiathlon 2 × 15 km | 50 km | Sprint | 4 × 10 km |
| JO 2018 Pyeongchang | Épreuve inexistante à cette date | 46e       | —     | Épreuve inexistante à cette date | —                   | —     | 21e    | —         |

Légende :
- : pas d'épreuve
- — : Non disputée par Lampič

### Championnats du monde
| Épreuve / Édition        | Sprint                           | Sprint                           | 15 km                            | 15 km                            | Skiathlon 2 × 15 km | 50 km | Relais | Relais    |
| Épreuve / Édition        | libre                            | classique                        | libre                            | classique                        | Skiathlon 2 × 15 km | 50 km | Sprint | 4 × 10 km |
| Mondiaux 2017 Lahti      | 37e                              | Épreuve inexistante à cette date | Épreuve inexistante à cette date | —                                | —                   | —     | 13e    | —         |
| Mondiaux 2019 Seefeld    | 32e                              | Épreuve inexistante à cette date | Épreuve inexistante à cette date | —                                | —                   | —     | 9e     | —         |
| Mondiaux 2021 Oberstdorf | Épreuve inexistante à cette date | 55e                              | -                                | Épreuve inexistante à cette date | —                   | —     | 19e    | —         |

Légende :
- : pas d'épreuve
- — : Non disputée par Lampič

### Coupe du monde
- Meilleur classement général : 101e en 2021.
- Meilleur résultat individuel : 11e.

#### Classements détaillés
| Saison / Épreuve | Saison / Épreuve | Général | Général | Distance | Distance | Sprint | Sprint |
| Saison / Épreuve | Saison / Épreuve | Class.  | Points  | Class.   | Points   | Class. | Points |
| ---------------- | ---------------- | ------- | ------- | -------- | -------- | ------ | ------ |
| 2017             | 2017             | 105e    | 24      | -        | -        | 52e    | 24     |
| 2018             | 2018             | 124e    | 12      | -        | -        | 68e    | 12     |
| 2019             | 2019             | 141e    | 2       | -        | -        | 93e    | 2      |
| 2020             | 2020             | 124e    | 11      | -        | -        | 74e    | 11     |
| 2021             | 2021             | 101e    | 15      | -        | -        | 61e    | 15     |